# Marilyna pleurosticta
Marilyna pleurosticta es una especie de peces de la familia Tetraodontidae en el orden de los Tetraodontiformes.

## Hábitat
Es un pez  de clima tropical y demersal.

## Distribución geográfica
Se encuentra en el Pacífico occidental.

## Observaciones
Es inofensivo para los humanos.